# جايمي سميث
جايمي سميث (بالإنجليزية: James Smith)‏ (6 مايو 1908 في المملكة المتحدة - 1 يوليو 1956) هو لاعب كرة قدم بريطاني (وحمل سابقاً جنسية المملكة المتحدة لبريطانيا العظمى وأيرلندا) في مركز الظهير. لعب مع برادفورد سيتي ونادي دونكاستر روفرز ولينكولن سيتي أف سي ونادي بيتربورو يونايتد.